# Tezu
Tezu är en ort i Indien.   Den ligger i distriktet Lohit District och delstaten Arunachal Pradesh, i den östra delen av landet, 1 900 km öster om huvudstaden New Delhi. Tezu ligger 202 meter över havet och antalet invånare är 14 927.
Terrängen runt Tezu är platt. Runt Tezu är det ganska glesbefolkat, med 34 invånare per kvadratkilometer. I omgivningarna runt Tezu växer i huvudsak städsegrön lövskog.